# 特魯埃爾省
特魯埃爾省（加泰隆尼亞語發音：[təˈɾɔl]） 為西班牙中部的一個省份，位於阿拉貢自治區的南部。它的周圍有塔拉戈納省、卡斯特利翁省、巴倫西亞省、昆卡省、瓜達拉哈拉省以及薩拉戈薩省。首府為特魯埃爾。
特魯埃爾省土地面積為14,809 km²，人口有138,686（2003年），大約有四分之一的人口居住在首府。總共有236個自治市，超過半數的村莊居民數少於200人。

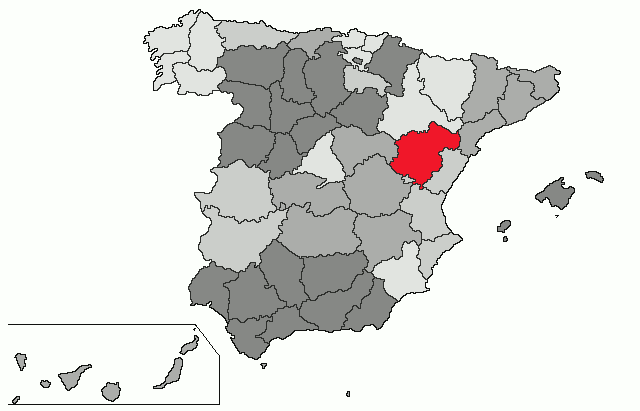
西班牙行政區劃中的特魯埃爾省

## 地理
| 西北部: 薩拉戈薩省和瓜達拉哈拉省 | 北部: 薩拉戈薩省         | 东北部: 薩拉戈薩省和塔拉戈纳省 |
| 西部: 瓜達拉哈拉省               |                          | 东部: 卡斯特利翁省             |
| 西南部 昆卡省                    | 南部: 巴倫西亞省和昆卡省 | 东南部: 卡斯特利翁省           |

## 人口
| 特鲁埃尔省人口变化图                                                                                                   |
| |
| 法定居民人口 (1900-1991年) 和 常驻居民人口 (2001年和2011年)，来源于历年INE数据. 2014年数据来源于在政府登记注册人口总数 |

自20世纪中叶以来，特鲁埃尔省的大部分地区经历了大规模的人口减少。这是因为1959年西班牙首相弗朗哥提出的国家建设计划，使大量人口迁移到西班牙工业区和大都市。这一计划造成了西班牙伊比利亚山脉附近的索里亚省、瓜达拉哈拉省、昆卡省以及阿拉贡地区的人口急速下降。特鲁埃尔省内仅留下了仅供维持基本生活的小村庄等基础设施。因此，该省的一些地区有几乎无人居住的鬼城。
造成人口流出的其他因素还有特鲁埃尔省生产率低下、过于落后的传统农业，奥霍斯内格罗斯附近梅内拉山脉矿厂的倒闭造成的工作岗位减少，以及20世纪下半叶，农村现代生活方式的重大变革。

## 名人
- 路易斯·布努埃尔：导演，出生于卡兰达
- 加斯帕·桑兹：作曲家，出生于卡兰达